# Ар-Рувейсат
Ар-Рувейсат (англ. ar-Ruwaysat, араб. رويسات) — поселення в Сирії, що складає невеличку друзьку общину в нохії Ізра, яка входить до складу мінтаки Ізра в південній сирійській мухафазі Дара.